# S & F Entertainment
Die S & F Entertainment GmbH war ein deutsches Musiklabel mit Hauptsitz in Hann. Münden.
Veröffentlichungen des Labels existieren nur im Zeitraum 1995 bis 1999. Bei den Einzelkünstlern ist kein musikalischer Schwerpunkt auszumachen: Zum Repertoire gehörte die 70er-Jahre Disco-Queen Gloria Gaynor ebenso wie der Rapper Skee-Lo, die Eurodance-Band Double Vision oder gitarrenlastige Künstler wie Stevie Stiletto und Slyce.
Im Gegensatz dazu hatten die verschiedenen veröffentlichten Sampler einen klaren Schwerpunkt im Bereich elektronischer Musik und waren meist dem Elektronische Tanzmusik, House oder Pop zuzuordnen.
Zwischenzeitlich wurde das Sublabel Groovin’ Beats betrieben.

## Veröffentlichungen (Auswahl)

### Alben
- CD 3003: Skee-Lo · I Wish (1996)
- CD 3004: Slyce · Feel The Energy (1996)
- CD 3006: SG's · Psycho Holidays (1996)
- CD M 3002: Stevie Stiletto · An American Asshole (1996)
- SFCD 111: Yvonne · Cut A Smile (1997)

### Maxis / Singles
- CD M 2003: Gloria Gaynor · Love Is Just A Heartbeat Away (1995)
- CD M 2013: Skee-Lo · I Wish (1995)
- CD M 2023: Double Vision · All Right (1996)
- CD M 2058: Stay Sexy Lovers · I Feel Love (1996)
- CD M 2005: Slyce · Slyce (1996)
- CD M 2050: Funny Speedy Girl · Come On (1997)

### Sampler
- CD CO 1001: Boombastic Hits (1996)
- CD CO 1002: Boombastic Dance (1996)
- AVCD 11566: Maharaja Night Presents Dance Pop Selection (1997)
- CD CO 1003: Boombastic Dance + House Hits (1997)
- CD CO 1008: The Most Kickin' Beats - Boombastic Beats (1998)